# 사할린주 (러시아 제국)

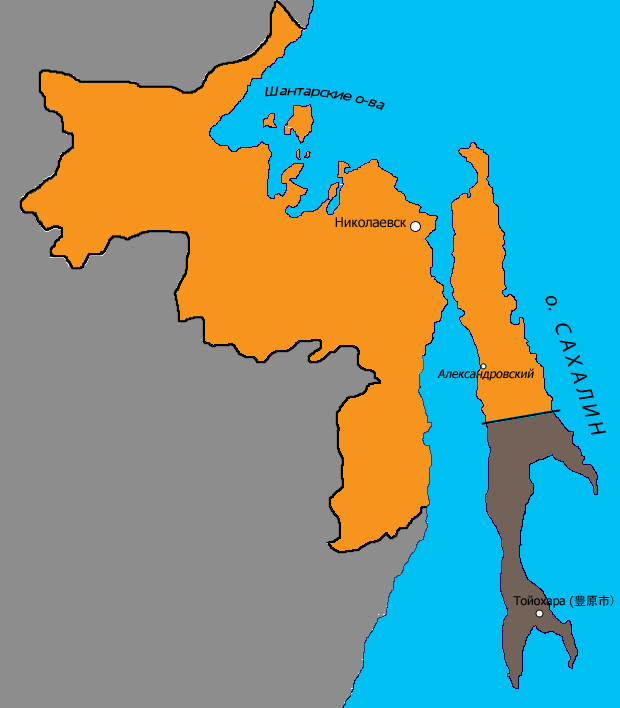
사할린주의 지도

사할린주(러시아어: Сахалинская область)는 1909년부터 1922년까지 존재했던 러시아 제국의 주로 주도는 알렉산드롭스크사할린스키이며 면적은 75,975km2, 인구는 28,113명(1897년 기준)이다. 현재의 러시아 사할린섬 북부에 걸쳐 있었다.